# بيترو كينيدي
بيترو كينيدي (بالإنجليزية: Simone Kennedy)‏ هي دراجة أسترالية، ولدت في 4 يناير 1994 في لندن في المملكة المتحدة.

## روابط خارجية
- بيترو كينيدي على موقع Paralympic.org (الإنجليزية)
- بيترو كينيدي على موقع اللجنة البارالمبية الأسترالية (الإنجليزية)